# Боснийско-казахстанские отношения
Дипломатические отношения между Боснией и Герцеговиной и Республикой Казахстан были установлены 20 декабря 1996 года.

## История
Босния и Казахстан установили дипломатические отношения 20 декабря 1996 года. В Боснии нет посольства Казахстана, его функции исполняет посольство в Хорватии. Посольства Боснии в Казахстане также нет, его функции исполняет посольство в России. С 2018 года в Боснии работает Почётное консульство, консулом которого является Амель Диздаревич.
Небойша Радманович, будучи 4-м членом Президиума Боснии и Герцеговины от сербов посещал Казахстан в 2010 году для участия в саммите ОБСЕ. Бакир Изетбегович, будучи 5-м членом Президиума Боснии и Герцеговины от босняков посещал Казахстан в 2017 году для участия в саммите Организации исламского сотрудничества по науке и технологии. Желька Цвиянович, будучи председателем Президиума Боснии и Герцеговины посещала Казахстана в июне 2023 года, встретившись также с президентом Токаевым.

## Товарооборот
В 2020 году товарооборот между странами составлял 700 тысяч долларов.